# ماجرای جوانی که برای آموختن ترس به راه افتاد

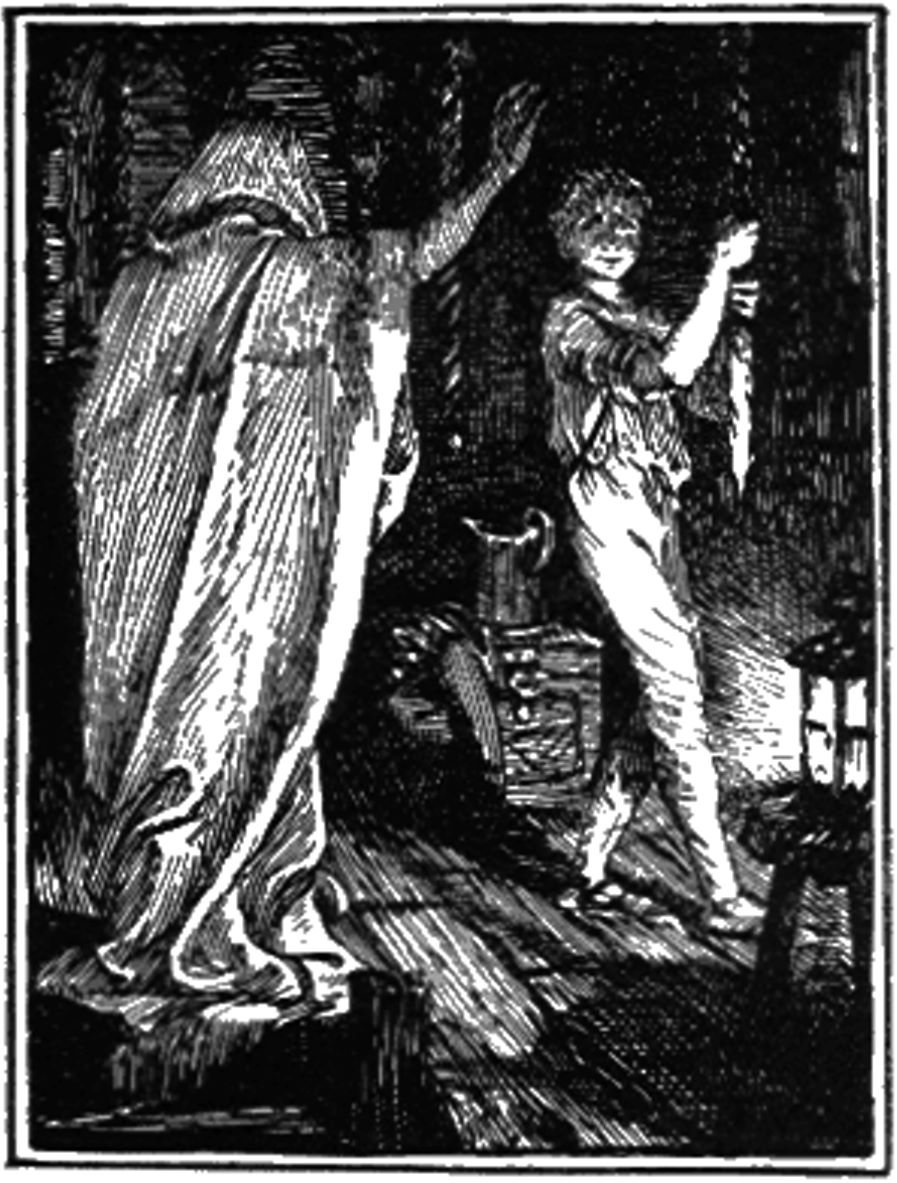
ماجرای جوانی که برای آموختن ترس به راه افتاد

"ماجرای جوانی که برای آموختن ترس به راه افتاد" ( آلمانی: Märchen von einem, der auszog das Fürchten zu lernen  ) یک داستان عامیانه آلمانی است که توسط برادران گریم در داستان های گریم (به عنوان داستان شماره ۴) گردآوری و در مجموعهٔ افسانه‌های کودکان و خانواده منتشر شده‌است. اندرو لانگ نیز این داستان را در کتاب پری آبی (۱۸۸۹) گنجانده است.

## خلاصه داستان
پدری دو پسر داشت. پسر کوچک‌تر، که ساده‌دل و کندذهن بود، وقتی پدر از او پرسید چه حرفه‌ای می‌خواهد یاد بگیرد، پاسخ داد: «می‌خواهم یاد بگیرم چطور بترسم!»
پدری، که از این خواسته متعجب شده بود، او را نزد زنگ‌زن کلیسا (ناقوس‌زن) فرستاد تا ترس را یاد بگیرد. ناقوس‌زن نیمه‌شب پسر را فرستاد تا ناقوس را بزند، اما خودش با ظاهری شبح‌گونه پشت سر او رفت تا او را بترساند. پسر که ترسی نداشت، شبح را از پله‌ها به پایین پرت کرد و پای او شکست.
پدر، که از این رفتار پسرش وحشت کرده بود، او را از خانه بیرون کرد. پسر به راه افتاد و در مسیرش مدام با خودش می‌گفت: «کاش می‌تونستم بترسم!»
در راه، مردی به او پیشنهاد داد شب را زیر دار اعدام بگذراند، جایی که هفت جسد حلق‌آویز بودند. او این کار را کرد و حتی وقتی بدن‌های آویزان در باد تکان می‌خوردند، فکر کرد سردشان است، آن‌ها را پایین آورد، کنار آتش نشاند، و وقتی آتش گرفتند، با خشم دوباره آن‌ها را آویزان کرد.
سپس با ارابه‌کشی هم‌سفر شد. در شبی به مهمان‌خانه‌ای رسیدند و صاحب‌خانه به او گفت اگر می‌خواهد ترس را یاد بگیرد، باید سه شب در قلعه‌ای متروکه بماند. اگر موفق شود، دختر پادشاه و گنجینه‌های قلعه را به دست می‌آورد. پسر پیشنهاد را پذیرفت.

### شب اول
پسر با خود آتش، دستگاه تراش و تختهٔ برش با چاقو به قلعه برد. نیمه‌شب، دو صدا از گوشهٔ اتاق به گوش رسید که از سرما می‌نالیدند. پسر آن‌ها را احمق خطاب کرد که کنار آتش ننشسته‌اند. دو گربهٔ سیاه از گوشه بیرون پریدند و با او بازی ورق را شروع کردند. اما پسر آن‌ها را فریب داد، با تخته و چاقو گیر انداخت، و کشت. سپس سگ‌ها و گربه‌های سیاه بیشتری آمدند که همه را با چاقو از بین برد. بعد تختی ظاهر شد و شروع به حرکت در قلعه کرد. پسر بی‌هیچ ترسی روی آن خوابید. تخت او را تکان داد، برگرداند، ولی او آن را کنار زد و کنار آتش خوابید.

### شب دوم
نیمه‌شب، نیمی از بدن مردی از دودکش پایین افتاد. پسر فریاد زد که نصف دیگرش را هم بفرستند. پس از آن، گروهی از مردان با جمجمه‌ها و استخوان‌ها آمدند تا بولینگ بازی کنند. پسر با دستگاه تراش جمجمه‌ها را به توپ‌های بهتر تبدیل کرد و همراهشان بازی کرد تا نیمه‌شب که ناپدید شدند.

### شب سوم
شش مرد با تابوتی وارد شدند. پسر فکر کرد جسد داخل آن پسرعموی مرده‌اش است و سعی کرد او را گرم کند. جسد زنده شد و خواست او را خفه کند، اما پسر او را دوباره در تابوت گذاشت.
پیرمردی وارد شد و گفت می‌تواند سندان را به زمین بکوبد. پسر با او به زیرزمین رفت، سندان را دو نیم کرد و ریش پیرمرد را در شکاف گیر انداخت. سپس او را با میله آهنی کتک زد تا پیرمرد گنجینه‌های قلعه را نشانش داد.
صبح روز بعد، پادشاه اعلام کرد که پسر پیروز شده و دخترش را به او داد. با این حال، پسر هنوز گله می‌کرد که «هنوز نتونستم بترسم!»

### پایان
بعد از ازدواج، همسرش از این شکایت‌ها خسته شد. شب‌هنگام، سطل آبی یخ با ماهی روی او ریخت. پسر از خواب پرید و لرزید و فریاد زد: «حالا دیگه ترسیدم! ولی هنوز نمی‌دونم ترس واقعی چیه!»

## مراجع
1. ↑  Ashliman, D. L. (2002). "The Story of a Boy Who Went Forth to Learn Fear". University of Pittsburgh.
2. ↑  "The Story of the Youth Who Went Forth to Learn What Fear Was". Wikipedia (به انگلیسی). 2025-03-17.